# Грёлльман, Йенни
Йенни Грёлльман (нем. Jenny Gröllmann, 5 февраля 1947, Гамбург — 9 августа 2006, Берлин) — немецкая театральная и киноактриса. В 1966—1992 годах актриса Берлинского театра им. Максима Горького. Утверждалось, что она в 1980-х годах была внештатным сотрудником Министерства госбезопасности ГДР («Штази») под псевдонимом «Жанна», и в этом качестве является прототипом героини триллера 2006 года «Жизнь других».

## Биография
Родилась в 1947 году в Гамбурге. Её отец — Отто Грёлльман, сценограф, немецкий коммунист, антифашист, в годы Второй мировой войны состоял в германском движении Сопротивления, был членом гамбургской группы Бестляйна — Якоба — Абсхагена. Мать — театральный фотограф.
После окончания Второй мировой войны и капитуляции Германии, Гамбург попал в Британскую зону оккупации Германии отошедшей к ФРГ, и в 1949 году семья Грёлльман уехала в ГДР в Дрезден.
Уже с 14 лет исполнила главную роль в пьесе Брехта поставленной Отто Фрицем Гайяром в Городском театре Дрездена.
В 1963−1966 годах училась в Академии театрального искусства «Эрнст Буш» в Берлине.
С 1966 года — и на протяжении 26 лет — работала в Берлинском театре им. Максима Горького.
С 1967 года снималась в фильмах киностудии ДЕФА, в том числе в главных ролях, но в основном снималась в телесериалах.
Участвовала в ряде радиопостановок на Радио ГДР.
В 1974 году стала лауреатом Премии им. Эрнста Цинна.
После 1990 года, объединения Германии, также была востребована — выступала на сцене берлинских театров, снималась в популярных телесериалах.
Умерла в 2006 году в возрасте 59 лет от рака, похоронена на Французском кладбище в Берлине.
Семья:
Дочь Жанна (род. 1969), которая стала гримёром; в 1973—1980 годах состояла в браке с режиссёром Михаэльем Канном, в 1984—1990 годах была замужем за актёром Ульрихом Мюэ; дочь от этого брака — актриса Анна Мария Мюэ; в 2004 году вышла замуж за архитектора Клауса Пфайфера.

## Контакты с МГБ ГДР
В 2001 году журнал «Superillu» опубликовал сведения, что в 1979—1989 год годах актриса была внештатным сотрудником Министерства госбезопасности ГДР («Штази») под агентурным псевдонимом «Жанна». Согласно её досье, «кандидат» сама по имени дочери выбрала такой псевдоним, от неё, в частности, получалась информация о возможных намерениях побега актёров театра в ФРГ.
В 2006 году вышел фильма «Жизнь других», режиссёр которого заявил, что она является прототипом героини фильма.
Йенни Грёлльман обратилась за опровержением в суд, где под присягой заявила, что никогда сознательно не сотрудничала с МГБ, это подтвердил указанный в её досье её вербовщик — бывший майор МГБ, сообщивший, что выдавал себя за сотрудника криминальной полиции и отчасти подделывал её отчёты. Суд пришёл к мнению, что при доказанности факта указания в документах её как сотрудника, нет доказательства её работы на МГБ, а только подозрения.
В 2006 году судом была запрещена к публикации книга её бывшего мужа, где сообщалось о её сотрудничестве с МГБ.
В 2008 году, уже после её смерти, суд также запретил журналу «Focus», называть её в печати «внештатным сотрудником».

## Фильмография
Снялась в около 80 фильмах и телесериалах, в том числе:
- 1967 — История одной ночи / Geschichten jener Nacht — Ютта
- 1968 — Мне было девятнадцать / Ich war neunzehn — немецкая девушка
- 1971 — Кинематографист / Filmemacher — Ева / Кристина — главная роль
- 1973 — Ева и Адам / Eva und Adam — Луиза Бертрам
- 1977 — Побег /Die Flucht — Катарина Краузе — главная роль
- 1978 — Четыре Капли / Vier Tropfen — Маша — главная роль
- 1982 — Твой неизвестный брат / Dein unbekannter Bruder — Рената
- 1985 — Половина жизни / Hälfte des Lebens — Сюзетт Гонтард
- 1980 — Серьёзные игры / Veszélyes játékok — Лизель Кламм — главная роль
- 1995—1997 — Суд присяжных (телесериал) — Катарина Дорн — главная роль